# Italiaanse torpedo
De Italiaanse torpedo (Engels: Italian torpedo) is een begrip uit het internationaal privaatrecht waaronder wordt verstaan dat een persoon op basis van het internationaal privaatrecht opzettelijk een zaak aanhangig maakt in een jurisdictie waar men kampt met een grote gerechtelijke achterstand, bijvoorbeeld Italië of België, met als doel de procedure zo lang mogelijk te rekken. 
Het begrip is gebaseerd op Italië, dat berucht is voor zijn gerechtelijke achterstand. Soms spreekt men ook over de Belgische torpedo. Een torpedo is een maritiem wapen waarmee een schip wordt lamgelegd of minstens vertraagd.
De  Brussel-Ibis Verordening (nr. 1215/2012) voorziet namelijk dat indien dezelfde zaak erna aanhangig wordt gemaakt voor een rechter in een andere jurisdictie, deze laatste de procedure moet schorsen tot de rechter voor wie de zaak eerst aanhangig werd gemaakt, uitspraak doet over zijn eigen jurisdictie. Hieraan kan in principe weinig worden gedaan omwille van het Europeesrechtelijk principe van wederzijds vertrouwen tussen de EU-lidstaten.
Een Italiaanse torpedo is niet mogelijk voor vorderingen waarvoor een exclusieve jurisdictie geldt zoals vermeld in artikel 24 Brussel-Ibis Verordening (zoals vorderingen met als voorwerp zakelijke rechten m.b.t. onroerende goederen).